# أشلي روبرتسون
أشلي روبرتسون (بالإنجليزية: Ashley Robertson)‏ (9 مارس 1972 بملبورن في أستراليا - ) هو لاعب كريكت أسترالي. لعب مع فريق فكتوريا للكريكت.

## وصلات خارجية
- أشلي روبرتسون على موقع إي آس بي آن كريك إنفو (الإنجليزية)